# Bruna Surfistinha (filme)
Bruna Surfistinha é um filme brasileiro de 2011, dirigido por Marcus Baldini e estrelado por Deborah Secco, Cássio Gabus Mendes e Cristina Lago. É uma adaptação cinematográfica do best-seller literário O Doce Veneno Do Escorpião: o Diário de uma Garota de Programa, de Raquel Pacheco. O longa teve orçamento de R$ 4 milhões, dos quais R$ 2.8 milhões foram do dinheiro público.

## Enredo
Até os 17 anos, Raquel Pacheco (Deborah Secco) era uma jovem comum da classe média paulistana que estudava num tradicional colégio da cidade. Antes de completar 18 anos, porém, ela fugiu de casa e tomou uma decisão surpreendente: se tornar garota de programa.
Conhecida pelo codinome Bruna Surfistinha, a garota passou quatro anos recebendo em sua cama homens e mulheres de todos os tipos, satisfazendo seus desejos e fantasias em troca de dinheiro. Na medida em que se tornava conceituada no meio profissional, a jovem fazia sucesso também na internet, contando sua rotina num blog.
Logo, Bruna Surfistinha se tornou uma celebridade e escreveu o livro O Doce Veneno do Escorpião, que vendeu mais de 300 mil cópias e deu origem ao filme assinado pelo publicitário Marcos Baldini.

## Elenco
- Deborah Secco como Raquel Pacheco / Bruna Surfistinha
- Cássio Gabus Mendes como Huldson
- Cristina Lago como Gabi
- Drica Moraes como Larissa
- Guta Ruiz como Carol Mendes
- Gustavo Machado como Miguel Mendes
- Sergio Guizé como Rodrigo Pacheco
- Clarisse Abujamra como Celeste Pacheco
- Luciano Chirolli como Otto Pacheco
- Fabiula Nascimento como Janine
- Erika Puga como Mel
- Simone Iliescu como Yasmin
- Brenda Lígia como Kelly
- Raquel Pacheco como Hostess do restaurante
- Theodoro Cochrane como Repórter

## Produção
Em janeiro de 2006, a Folha de S.Paulo informou que Raquel Pacheco, conhecida como Bruna Surfistinha, assinou contrato com uma produtora para transformar sua vida em filme. Ela não revelou detalhes do projeto.
Em março de 2007, a Agência Nacional do Cinema aprovou a captação, por meio de leis de incentivo fiscal, de R$263 mil para desenvolver o projeto. Em 16 de julho de 2007, o Ministério da Cultura liberou a captação de R$3,998,621,65, por meio de leis de incentivo fiscal, para a produtora carioca TV Zero rodar o filme, até então com o título O Doce Veneno do Escorpião. A aprovação foi publicada no Diário Oficial da União. Em seu blog, Bruna Surfistinha deixou o seguinte comentário sobre a liberação: “Fui surpreendida pela notícia. Show de bola, hein?”.
O filme tomou de liberdades ficcionais em relação aos fatos narrados por Raquel Pacheco em O Doce Veneno do Escorpião, Baldini conta que a própria Raquel, ao ver um dos primeiros "cortes" (montagens) do filme, achou tudo "muito real e verdadeiro, mesmo as coisas não tendo acontecido exatamente daquela forma". "Cerca de 60% é ficção", disse Baldini. O filme não é exatamente a cópia fiel da biografia O Doce Veneno do Escorpião. No filme, por exemplo, Raquel tem um irmão responsável pela maioria dos conflitos de família, quando na vida real, filha adotiva de um casa de classe média, ela tem duas irmãs de criação. "Todo filme que adapta uma obra vai ter a visão do diretor, que potencializa alguns fatos e escolhe o olhar para a história. Nunca quisemos fazer uma biografia. É um filme de ficção baseado em uma história real", justifica Baldini. Raquel concedia entrevistas quinzenais para Baldini nas quais contou detalhes de sua vida de garota de programa de luxo. Os encontros são filmados e era possível que, além de dar subsídios para o roteiro do filme, o material seja utilizado posteriormente para um documentário sobre ela, "Ele quer saber todos os detalhes, como era a minha reação perante os clientes, história da minha infância, como foi o dia em que eu fugi da minha casa", contou Raquel. Pacheco também se encontrou em 2006 com Karim Aïnouz e Antonia Pellegrino, que estiveram em seu apartamento, em São Paulo. Essas conversas irão se somar aos relatos da ex-garota de programa no seu livro O Doce Veneno do Escorpião.

### Elenco
A produtora de cinema TV Zero começou, em outubro de 2007, em São Paulo, a fazer testes para montar o elenco do filme. Os testes devem terminar em dezembro. A intenção era selecionar atores para os 35 personagens previstos. O longa-metragem de Marcus Baldini estava previsto para ser rodado em 2008. Os testes aconteceram em um estúdio de Pinheiros, Zona Oeste de São Paulo. A primeira etapa era livre; as atrizes poderiam improvisar. Em fila diante da porta do estúdio, aguardavam a vez de entrar, entregavam sua ficha ao responsável pelo processo de seleção de elenco do filme, Rodrigo Pitta, e se posicionavam diante da câmera. As mais notáveis já testadas foram Paula Picarelli e Natallia Rodrigues. Karen Junqueira, a primeira escalada para o papel de Bruna, anunciou em comunicado que não participaria mais do longa, porque "não poderia cumprir um roteiro de filmagens com dedicação única e integral, de acordo com as exigências do filme". Deborah Secco assinou contrato para o papel em 19 de agosto de 2009. Bruna Surfistinha diz que chorou ao saber que seria interpretada por Deborah Secco, “Fui pega de surpresa com a notícia de que a Deborah Secco me interpretará! Fiquei tão feliz que não conseguia me conter, parecia uma doida, não sabia se chorava (de emoção) ou se dava risada. Acompanho a Deborah desde Confissões de Adolescente”. Para se preparar para o papel, Secco contou com a ajuda do preparador de atores Sérgio Penna (Carandiru e Bicho de Sete Cabeças), a atriz foi à antiga Cracolândia, nas imediações da estação da Luz, no centro de São Paulo, para conversar com algumas jovens usuárias de drogas que também se prostituem. "Me chocou aquele olhar perdido, meio sem vida delas", relata Deborah. "A prostituta de rua leva uma vida muito arriscada. Sempre pergunto: qual homem toparia entrar num carro com dois ou três desconhecidos para uma orgia sabe-se lá onde?". Um das garotas, que a reconheceu de seus trabalhos em telenovelas da Rede Globo, levou-a para conhecer o quarto esquálido e mal-cheiroso onde fazia os programas.

### Filmagens
A casa noturna Love Story foi um dos cenários do filme. A casa noturna ficou fechada para as filmagens que começaram às 18h de 11 de outubro de 2009. Na cena gravada, Bruna levava as amigas (interpretadas por Fabíola Nascimento, Guta Ruiz e Cris Lago) para conhecerem a famosa boate. Deborah fez um laboratório de dois meses com as outras atrizes em casas como o Love Story para entrar no clima da personagem. Ela chegou até a ir vestida de prostituta em um dia de funcionamento normal da casa, como parte do laboratório. De acordo com o proprietário da casa, Savio Burigo, foi a primeira vez em 18 anos que a Love Story aceitou ser cenário de um filme. Foram 30 dias de negociações. Várias frequentadoras da casa participaram como figurantes.

## Trilha sonora
A banda de rock alternativo Radiohead pediu para assistir em Londres a uma cópia do filme, pedido atendido pelo diretor Marcus Baldini, que levou para Londres uma cópia do seu trabalho, com legendas em inglês. Só assim a banda autorizou a gravadora EMI a incluir a canção "Fake Plastic Trees" na trilha sonora do filme. Em seu blog pessoal, Bruna Surfistinha aproveitou para agradecer à banda Radiohead por ter autorizado o uso da música, "Quando esta música do Radiohead começou a tocar em uma cena do filme, me arrepiei. Mais do que gostar dela, há um significado marcante para mim, pois marcou uma passagem em minha vida. Meses após este fato, passou na tv uma campanha muito boa sobre Síndrome de Down e com esta música. Quem não se emocina com o menino Carlinhos?", escreveu. "Talvez eu nunca tenha chance de agradecer pessoalmente à banda Radiohead por ter autorizado usar uma música deles no filme. Isto me parece ser algo muito distante. Também sei que dificilmente lerão este post. De qualquer maneira, registro aqui o meu agradecimento".
A trilha agrega desde "Time of the Season", do The Zombies, MC Robinho da Prata, que canta o funk "Copo de Vinho", produzido por DJ Marlboro. A banda Ritmo Quente, aparece com o hit "Te Quero Tanto". A coletânea tem outras novidades. Uma delas é a inédita "Sunshine Girl", parceria entre a cantora Céu e os produtores Rica e Gui Amabis. O vídeo promocional vinha com o single “Alala”, da banda Cansei de Ser Sexy.
| N.º | Título                     | Compositor(es) | Artista                                          | Duração |  |
| 1.  | "Time of the Season"       |                | The Zombies                                      | 3:37    |  |
| 2.  | "Toothless Turtles"        |                | Holger                                           | 4:13    |  |
| 3.  | "They Don't Make Mistakes" |                | André Lucarelli & Tejo Damasceno                 | 2:46    |  |
| 4.  | "Sunshine Girl"            |                | Céu, Rica Amabis & Gui Amabis                    | 2:51    |  |
| 5.  | "Do What You Wanna Do"     |                | André Lucarelli & Rica Amabis                    | 3:08    |  |
| 6.  | "What If..."               |                | Blubell                                          | 2:48    |  |
| 7.  | "Keep Your Hands In"       |                | André Lucarelli, Tejo Damasceno & Alexandre Basa | 3:56    |  |
| 8.  | "Te Quero Tanto"           |                | Banda Ritmo Quente                               | 3:48    |  |
| 9.  | "Copo de Vinho"            |                | Robinho da Prata                                 | 3:34    |  |
| 10. | "Little Darling"           |                | André Lucarelli                                  | 3:02    |  |
| 11. | "Who's Out There?"         |                | The Flaming Stars                                | 3:39    |  |
| 12. | "Fake Plastic Trees"       |                | Radiohead                                        | 4:52    |  |
| 13. | "Fevereiro 32"             |                | Rica Amabis & Gui Amabis                         | 1:35    |  |
| 14. | "Filme Triste"             |                | Rica Amabis                                      | 3:09    |  |

## Lançamento
A data de lançamento estava prevista inicialmente para 16 de julho de 2010. O trailer final do filme foi divulgado em 29 de outubro de 2010 pela distribuidora Imagem Filmes e por Deborah Secco em seu Twitter. A pré-estreia aconteceu em 22 de fevereiro de 2011 no shopping Iguatemi. Horas antes da pré-estreia do filme que conta sua história, Raquel Pacheco, escreveu em seu Twitter: "Pela primeira vez na vida, vou engolir o orgulho e chorar na frente de outras pessoas. Mas, né? Já engoli coisas piores. rs". O filme foi lançado em 25 de fevereiro de 2011. Para evitar a pirataria do filme, os produtores do filme enviaram cópias com nomes falsos para mais de 300 salas de cinema onde ele será exibido. A versão pirata do filme que circula na internet e nos camelôs, traz cenas diferentes das exibidas no filme oficial. A maioria delas mostra a fase adolescente da personagem. Imagem Filmes declarou que a cópia é um "rascunho sem sentido" do longa. Cópias piratas do filme foram encontrados também na China.
A revista Hollywood Reporter anunciou o filme, cujo título foi traduzido em inglês para Bruna Surfergirl.
O filme foi lançado na Coreia do Sul em 29 de março de 2013, onde será exibido em 12 salas de cinema. O programa Cinema do Brasil, apoiado pela Ancine, está lançando o filme no exterior. Além dos festivais de cinema em Cuba e Estados Unidos, o filme também foi exibido nas salas de cinema do Japão e da antiga Iugoslávia.
Também golpistas cibernéticos criaram emails com aplicativos maliciosos prometendo cenas mais eróticas e inéditas do filme. Ao baixar os arquivos, são instalados na máquina o que os especialistas chamam de phishing scam sem o conhecimento e consentimento do usuário. Um dos objetivos desse tipo de vírus de computador é o roubo de dados bancários e informações de cartões de crédito, além de encaminhar o email infectado para toda a sua lista de contatos.

## Bilheteria
No primeiro final de semana 400 412 pessoas assistiram ao filme nos cinemas em 342 salas e arrecadou R$4,2 milhões. Com esses números, Bruna Surfistinha fica atrás apenas do filme de animação Enrolados, da Disney. A adaptação cinematográfica da história da Rapunzel registrou bilheteria de R$7,6 milhões em sua estreia, com público mais de 632 mil pessoas. A partir da segunda semana o número de ingressos vendidos, de Bruna Surfistinha declinou. Na segunda semana atingiu um milhão de espectadores. Em cartaz há quatro semanas, longa foi visto por dois milhões de espectadores e acumulou bilheteria de R$18 milhões. A bilheteria foi finalizada com um público de 2 010 648 espectadores após cinco semanas em cartaz.

## Prêmios e indicações
| Ano  | Prêmio                             | Categoria                               | Indicado                                               | Resultado |
| ---- | ---------------------------------- | --------------------------------------- | ------------------------------------------------------ | --------- |
| 2011 | Prêmio Contigo Cinema              | Melhor Filme - Júri Popular             | Bruna Surfistinha                                      | Venceu    |
| 2011 | Prêmio Contigo Cinema              | Melhor Filme - Júri Técnico             | Bruna Surfistinha                                      | Indicado  |
| 2011 | Prêmio Contigo Cinema              | Melhor Diretor                          | Marcus Baldini                                         | Indicado  |
| 2011 | Prêmio Contigo Cinema              | Melhor Atriz - Júri Popular             | Deborah Secco                                          | Venceu    |
| 2011 | Prêmio Contigo Cinema              | Melhor Atriz - Júri Técnico             | Deborah Secco                                          | Venceu    |
| 2011 | Prêmio Contigo Cinema              | Melhor Atriz Coadjuvante - Júri Popular | Fabíula Nascimento                                     | Indicado  |
| 2011 | Prêmio Contigo Cinema              | Melhor Atriz Coadjuvante - Júri Técnico | Fabíula Nascimento                                     | Indicado  |
| 2012 | Grande Prêmio Brasileiro de Cinema | Melhor Longa-Metragem de Ficção         | Bruna Surfistinha                                      | Indicado  |
| 2012 | Grande Prêmio Brasileiro de Cinema | Melhor Atriz                            | Deborah Secco                                          | Venceu    |
| 2012 | Grande Prêmio Brasileiro de Cinema | Melhor Ator                             | Cássio Gabus Mendes                                    | Indicado  |
| 2012 | Grande Prêmio Brasileiro de Cinema | Melhor Atriz Coadjuvante                | Drica Moraes                                           | Venceu    |
| 2012 | Grande Prêmio Brasileiro de Cinema | Melhor Atriz Coadjuvante                | Fabíula Nascimento                                     | Indicado  |
| 2012 | Grande Prêmio Brasileiro de Cinema | Melhor Figurino                         | Letícia Barbieri                                       | Indicado  |
| 2012 | Grande Prêmio Brasileiro de Cinema | Melhor Maquiagem                        | Gabi Moraes                                            | Indicado  |
| 2012 | Grande Prêmio Brasileiro de Cinema | Melhor Efeito Visual                    | Eduardo Souza e Rodrigo Lima                           | Indicado  |
| 2012 | Grande Prêmio Brasileiro de Cinema | Melhor Roteiro Adaptado                 | Antonia Pellegrino, Homero Olivetto e José de Carvalho | Venceu    |
| 2012 | Grande Prêmio Brasileiro de Cinema | Melhor Montagem de Ficção               | Manga Campion e Oswaldo Santana                        | Indicado  |

- O filme esteve na corrida dos 10 filmes Brasileiros a serem indicados a melhor filme estrangeiro no Oscar 2012.[60][61]

## Sequência
Raquel Pacheco, a Bruna Surfistinha, contou que planeja uma sequência do filme, narrando a vida depois de largar a prostituição. “Quero que saia o quanto antes para calar bocas. Não vamos contar com a Ancine. Mas vai ser questão de honra”, afirmou em entrevista à coluna de Mônica Bergamo do jornal Folha de S.Paulo.

## Críticas ao financiamento público
Em julho de 2019, o ex-presidente do Brasil, Jair Bolsonaro, assinou um decreto que transferiu o Conselho Superior de Cinema (CSC) do Ministério da Cidadania para a Casa Civil, durante a cerimônia que comemorava os 200 dias de seu governo em Brasília. Durante o ato, Bolsonaro expressou seu descontentamento com o uso de fundos públicos para financiar produções como o filme "Bruna Surfistinha", de 2011, que relata a vida de uma trabalhadora sexual, ressaltando que, embora não se opusesse às escolhas individuais, considerava inaceitável o ativismo financiado com recursos públicos. Além disso, o presidente manifestou sua intenção de transferir a sede da Agência Nacional do Cinema (Ancine) do Rio de Janeiro para Brasília, uma medida que, segundo a Secretaria-Geral da Presidência, visa fortalecer a articulação de políticas públicas na área cinematográfica nacional. A transferência de sede foi justificada pelo ministro da Cidadania, Osmar Terra, que argumentou que a legislação estabelecia que a direção da Ancine deveria estar na capital federal. Essa decisão gerou preocupação no setor audiovisual, onde se temia uma redução do contato direto entre cineastas e o órgão regulador. Críticas também surgiram em relação à possível interferência governamental no conteúdo das produções culturais, especialmente após a divulgação de um documento do grupo Movimento Brasil 2100, que criticava projetos sobre sexualidade, gênero e meio ambiente aprovados pela Ancine. Paralelamente, o ministro-chefe da Casa Civil, Onyx Lorenzoni, defendeu o retorno do CSC à sua órbita original e propôs a implementação de novas regras para avaliar o sucesso comercial das produções apoiadas com recursos públicos, argumentando que o dinheiro investido provém dos contribuintes e deve ser utilizado com responsabilidade.
Raquel Pacheco descreve sua reação diante das declarações de Bolsonaro, apontando que compreendia o falso moralismo empregado por figuras que se autoproclamam defensoras da "família tradicional brasileira", e ressaltou o orgulho que sente pela trajetória que percorreu. Grávida de gêmeas à época, Bruna lamentou os ataques recebidos nas redes sociais e afirmou que ser mãe representa para ela uma missão de vida e um recomeço. Em resposta pública às críticas do presidente, declarou que Bolsonaro deveria cuidar da moral da própria família, uma frase que acabou sendo amplamente reproduzida pela imprensa. Raquel narra ainda que, após a repercussão do episódio, passou a ser alvo de uma onda intensa de ataques e ameaças de morte por parte de apoiadores de Bolsonaro, sendo chamada de "lixo humano" e "vergonha para o país".